# Glaciers (álbum)
Glaciers es el cuarto álbum de estudio del dúo estadounidense de producción de hip hop Blue Sky Black Death. Fue lanzado por Fake Four Inc. en 2013. La versión recortada y atornillada del álbum, titulada Glaciers Melted, fue lanzada en 2014.

## Producción
La mayoría de las canciones del álbum tienen una duración de más de 10 minutos; la idea se deriva de una canción de 13 minutos que el dúo hizo en 2012. El álbum se creó casi en su totalidad con el software Acid Pro 2.0. Cuenta con apariciones especiales de Child Actor, Lotte Kestner y JMSN. La portada fue diseñada por el tatuador MxM (Maxime Büchi).

## Lista de canciones
| Glaciers (Edición original) |                           |          |  |
| N.º                         | Título                    | Duración |  |
| 1.                          | «I» (con Child Actor)     | 14:25    |  |
| 2.                          | «II» (con Child Actor)    | 11:29    |  |
| 3.                          | «III» (con Lotte Kestner) | 13:27    |  |
| 4.                          | «IV» (con JMSN)           | 8:05     |  |
| 5.                          | «V»                       | 13:08    |  |

| Glaciers Melted (Edición digital) |                                    |          |  |
| N.º                               | Título                             | Duración |  |
| 1.                                | «I (Melted)» (con Child Actor)     | 17:08    |  |
| 2.                                | «II (Melted)» (con Child Actor)    | 13:40    |  |
| 3.                                | «III (Melted)» (con Lotte Kestner) | 15:59    |  |
| 4.                                | «IV (Melted)» (con JMSN)           | 9:37     |  |
| 5.                                | «V (Melted)»                       | 15:37    |  |
| 6.                                | «V.I» (con Terra Lopez)            | 6:14     |  |
| 7.                                | «V.I (Melted)» (con Terra Lopez)   | 7:25     |  |